# لنا ۷۴۰۰
سیارک ۷۴۰۰ (به انگلیسی: 7400 Lenau، نامگذاری:1987QW1) هفت هزار و چهارصدمین سیارک کشف شده‌است که در ۲۱ اوت ۱۹۸۷ کشف شد.
قدر مطلق سیارک برابر ۳۲.۳ است.